# Ташлинська сільська рада (Ташлинський район)
Ташли́нська сільська рада (рос. Ташлинский сельский совет) — сільське поселення у складі Ташлинського району Оренбурзької області Росії.
Адміністративний центр — село Ташла.

## Населення
Населення — 7570 осіб (2019; 7180 в 2010, 6819 у 2002).

## Склад
До складу сільської ради входять:
| Населений пункт  | Населення, осіб (2002) | Населення, осіб (2010) |
| ---------------- | ---------------------- | ---------------------- |
| Плодовий, селище | 131                    | 119                    |
| Ташла, село      | 6688                   | 7061                   |